# Emma Heckel
Emma Heckel (26 de marzo de 2002) es una deportista de Alemania que compite en atletismo. Ganó una medalla de bronce en el Campeonato Europeo de Atletismo Sub-20 de 2021, en la prueba de 5000 m.